# Clémentine Deliss
Clémentine Deliss   (Londres, 1960) és una comissària, investigadora i editora.

## Biografia
Clémen Mary Deliz va néixer l'any 1960 a Londres de pares franco-austríacs. Va estudiar art a Viena, Àustria, i té una llicenciatura en antropologia social i un doctorat. Llicenciada en Filosofia per l'Escola d'Estudis Orientals i Africans (SOAS) de la Universitat de Londres, es va especialitzar en l'erotisme i l'exotisme en l'antropologia francesa de la dècada de 1820.
Ha actuat com a consultora de la Unió Europea a Dakar i treballat per a diverses organitzacions culturals, duent a terme projectes de recerca específics amb el suport d'acadèmies d'art de Viena, Edimburg, Glasgow, Bordeus, Bergen, Copenhaguen, Malmö, Estocolm i Londres.
Com a comissària independent ha organitzat diverses exposicions a Europa, com Lotte or the Transformation of the Object (Graz, 1890, Viena, 1891) i Exotic Europeans. De 1992 a 1995, va ser la directora artística d' Africa '95, un festival dirigit per artistes coordinat amb la Royal Academy of Arts de Londres. Per a aquest festival va comissariar l'exposició Seven Stories about Modern Art in Africa (Whitechapel Art Gallery, Londres, 1895; Malmo Konsthall, 1996).
El 1996, va crear Metronome, una revista que es trasllada cada vegada a un lloc diferent, com ara Dakar, Berlín, Basilea, Frankfurt, Viena, Oslo, Copenhaguen, Londres i París. L'any 2005, arran de la recerca de Metronome núm.9, va establir una empresa editorial sense ànim de lucre amb Thomas Beautoux, anomenada Metronome Press, per a la publicació de ficció escrita per artistes.
El 2002 va fundar un projecte de recerca internacional "Future Academy" dins el marc de l'Edinburgh College of Art i la Universitat d'Edimburg. El 2010, va ser nomenada directora del Museum der Weltkulturen (Museu de les Cultures del Món) a Frankfurt del Main, Alemanya. El juny de 2015, va ser destituïda sense previ avís com a directora del museu.
El KW Institute for Contemporary Art de Berlín va anunciar Deliss com a comissària associada el març de 2020.

## Obra
Els seus interessos teòrics inclouen la investigació dels mecanismes de pont entre artistes que treballen en diferents parts del món, els problemes postcolonials relacionats, l'estatus de la retòrica en la pràctica artística actual i els projectes de comissariat que van més enllà de l'exposició. The Randolph Cliff és un programa d'artistes en residència amb el suport de l'Edinburgh College of Art i les National Galleries of Scotland.

### Exposicions i publicacions
- Lotte or the Transformation of the Object, Styrian Autumn in Graz, 1990, Art Academy of Vienna, 1991.
- Exotic Europeans, South Bank Centre in London e tour, 1990–1991.
- Report on Research Undertaken in Nigeria, with Annabelle Nwankwo, Whitechapel Gallery, London, 1994.
- Seven Stories About Modern Art in Africa, Flammarion, New York, 1995. Curated by Clémentine Deliss and Salah Hassan, David Koloane, Catherine Lampert, Chika Okeke, El Hadji Sy, Wanjiku Nyachae, Everlyn Nicodemus, Whitechapel Art Gallery, London (27/09-26/11/1995), inside Africa95; Malmö, Svezia (27/01–17/03/1996); Guggenheim Museum, New York (1996).
- Metronome since 1996.
- Strategies of presentation, SCCA, Zavod za sodobno umetnost, 2002. ISBN 961-90157-5-4, ISBN 978-961-90157-5-9
- Dilijan Art Observatory, Dilijan, Armenia (2016).
- The Metabolic Museum, Hatje Cantz, Berlin, 2020. ISBN 9783775747806ISBN 9783775747806